# Eva Tanguay
Pour les articles homonymes, voir Tanguay.

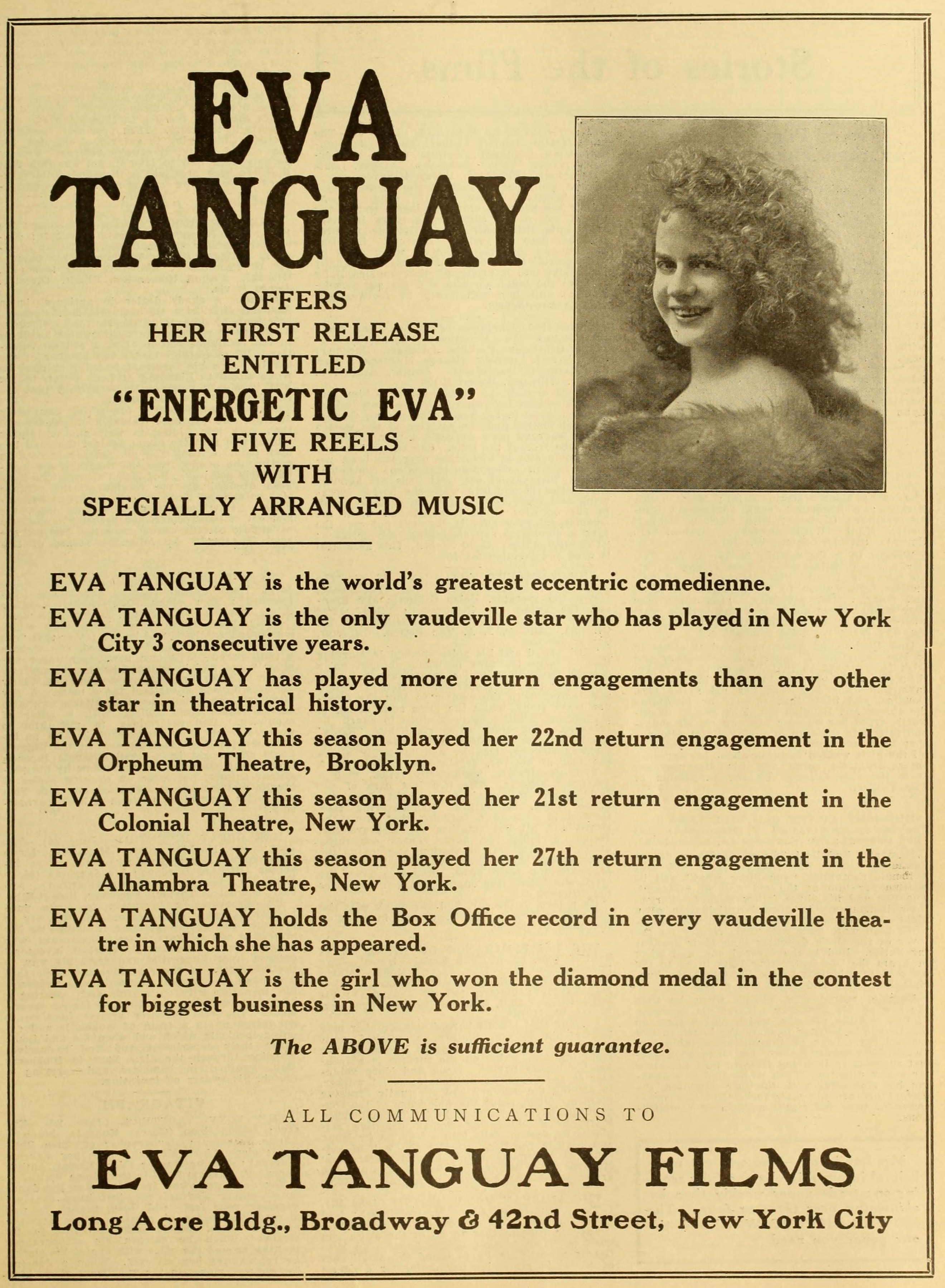
Publicité (1916).

Eva Tanguay (née le 1er août 1878 au Québec, à Harding's Corner (Dudswell), et morte le 11 janvier 1947) est une chanteuse et comédienne canadienne.

## Biographie
Eva Tanguay est l'une des premières grandes vedettes de l'industrie du vaudeville. L'artiste se produit à Broadway entre 1910 et 1921 et produit elle-même son unique film.
Sa carrière s'achève avec l'arrivée du cinéma muet. Elle meurt seule, oubliée et ruinée, en 1947.
En mars 2017, elle fait l'objet d'un article dans la série « Les Grandes oubliées de l'Histoire », dans Le Devoir.